# Val di Nizza
Val di Nizza là một đô thị ở tỉnh Pavia trong vùng Lombardia của Ý, có cự ly khoảng 60 km về phía nam của Milan và khoảng 35 km về phía nam của Pavia. Tại thời điểm ngày 31 tháng 12 năm 2004, đô thị này có dân số 701 người và diện tích là 29,5 km².
Val di Nizza giáp các đô thị sau: Fortunago, Montesegale, Ponte Nizza, Ruino, Valverde, Varzi.